# Fricis Apšenieks
Fricis Apšenieks est un joueur d'échecs letton né le 7 avril 1894 à Tetele et mort le 25 avril 1941 à Riga.

## Carrière aux échecs
Il remporta la médaille d'argent individuelle lors de la première olympiade d'échecs officieuse (« tournoi olympique ») organisée à Paris en 1924. Il marqua 5 points sur 8 lors de la finale de la compétition et 5 points sur 5 dans son groupe de qualification (la Lettonie finit quatrième du classement par équipes). 
Il participa par la suite aux sept olympiades officielles organisées de 1928 à 1939 ainsi qu'à l'olympiade officieuse de Munich en 1936.
Il remporta le tournoi de Bromley en 1925 et deux fois le championnat de Lettonie (en 1926-1927 et en 1934).
Il mourut de la tuberculose à Riga en 1941.